# Gewürzvanille

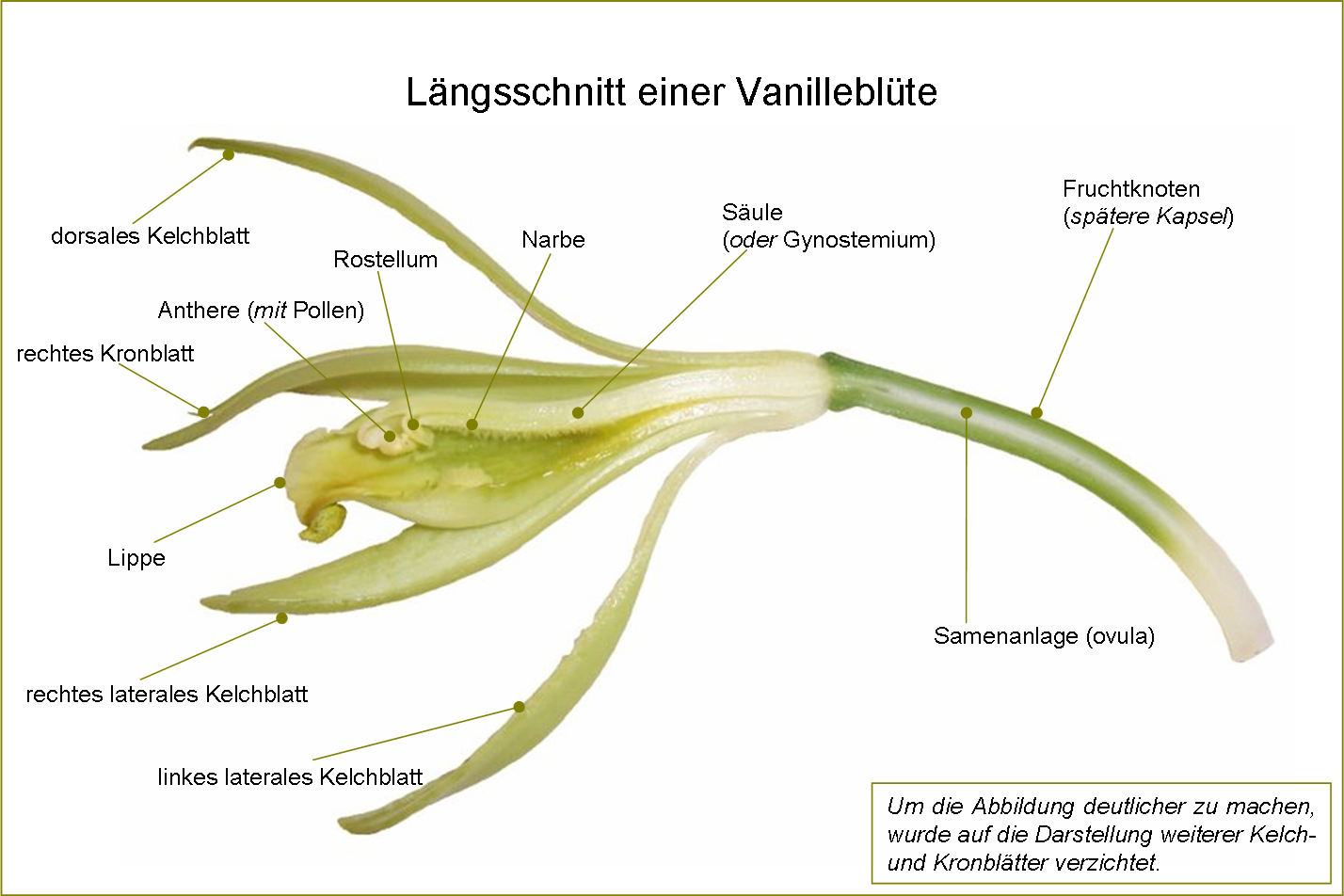
Vanilla planifolia Blütenanalyse

Die Gewürzvanille – Aussprache: [vaˈnɪlə; -ljə]; schweizerisch und süddeutsch [ˈvanɪl] – (Vanilla planifolia) oder Echte Vanille ist eine Orchideenpflanze. Der Name stammt über das französische vanille vom spanischen vainilla (‚kleine Hülse oder Schote‘, zu lat. vagina). Gewürzvanille wird im Handel unter den Herkunftsbezeichnungen Bourbon-Vanille (von den Inseln Madagaskar und Réunion [ehemals Bourbon]), mexikanische Vanille und Vanille aus Tahiti angeboten (vergleiche Tahiti-Vanille). Die Pflanze besitzt grün-gelbliche Blüten und bringt Samenkapseln hervor, aus denen das Gewürz Vanille hergestellt wird.

## Beschreibung

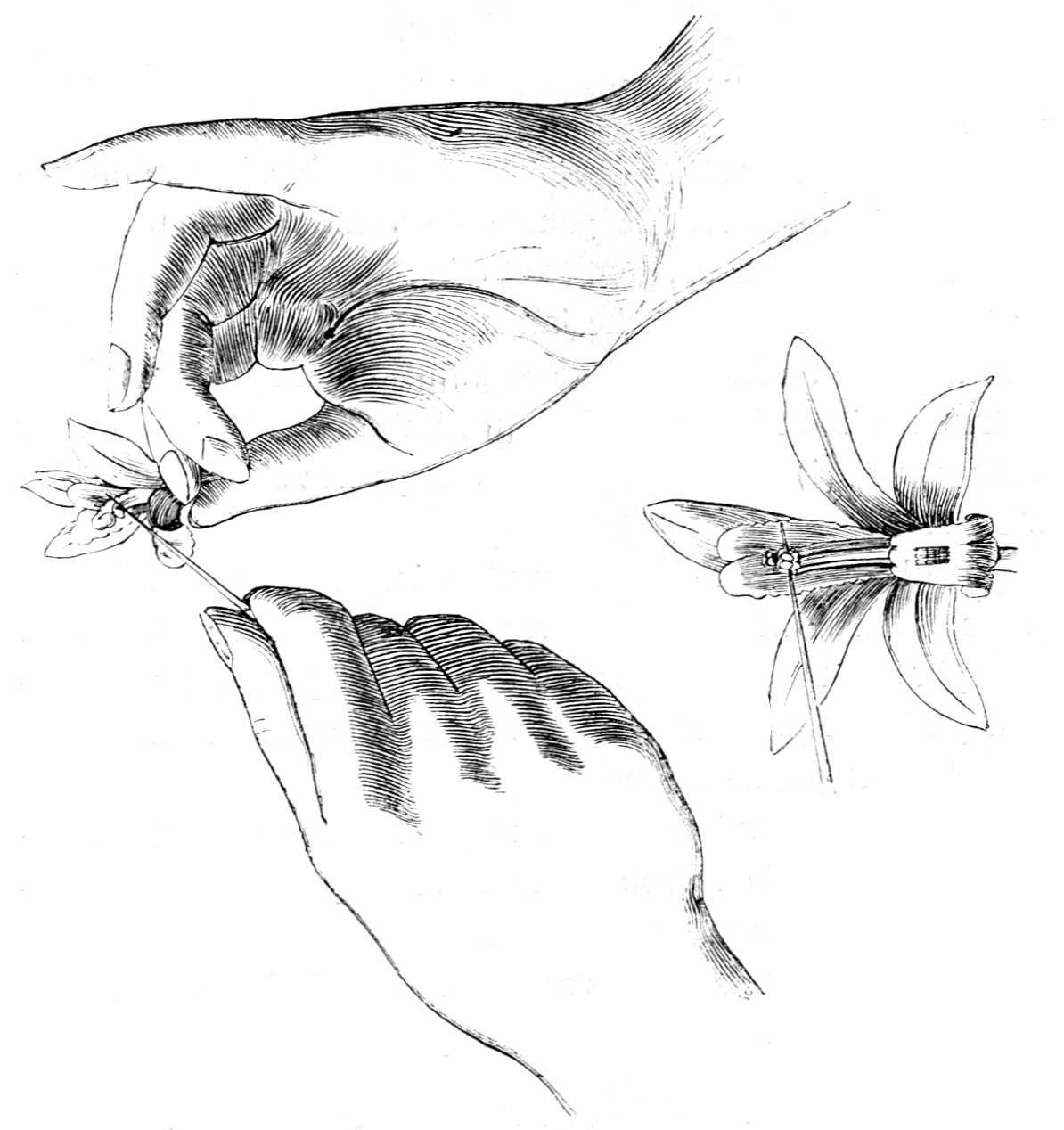
Künstliche Bestäubung von Hand

Die Gewürzvanille ist eine immergrüne Kletterpflanze, der spärlich verzweigte Spross erreicht Längen von 10–15 m. Die dunkelgrüne Sprossachse ist im Querschnitt rund und meist etwa 1, seltener bis 2 cm dick. Die Länge der Internodien ist recht variabel und beträgt 4–10 cm, gelegentlich mehr. Die nicht oder nur sehr kurz gestielten Blätter sind länglich oder länglich-oval geformt, an der Basis abgerundet, am Ende spitz oder mit lang ausgezogener Spitze. Die Blattlänge beträgt 8–25 cm, die Breite 2–8 cm. Jedem Blatt gegenüber entspringt eine Luftwurzel, die zuerst im Querschnitt rund ist, sich bei Kontakt jedoch flach und fest an eine Unterlage heften kann. Die Luftwurzeln verfügen – wie bei vielen anderen epiphytischen Orchideen – über ein Velamen radicum, mit dem sie Wasser und darin gelöste Nährstoffe aufnehmen, speichern und in tiefer gelegenen Schichten weiterleiten können.
Der Blütenstand entspringt den Blattachseln im oberen Bereich der Pflanze, sehr selten sitzt er endständig am Trieb. Die Blütenstandsachse ist im Querschnitt leicht kantig und misst 0,4–1 cm im Durchmesser. Sie wird 5–8 cm lang, ist leicht gebogen und trägt 6–15, gelegentlich auch 20–30 Blüten. Jede Blüte steht in der Achsel eines kleinen länglichen bis ovalen Tragblattes. Die Tragblätter werden 0,5–1,5 cm lang und 0,7 cm breit. Die duftenden, gelblich-grünen Blüten sind von wachsartigem Aussehen. Innerhalb eines Blütenstandes blühen sie nacheinander auf, wobei eine einzelne Blüte nur etwa acht Stunden geöffnet ist, bevor sie verwelkt. Der Fruchtknoten ist etwas gebogen, 4–7 cm lang bei 0,3 bis 0,5 cm Durchmesser; im Querschnitt ist er fast rund. Die äußeren Blütenblätter (Sepalen) weisen auch bei geöffneter Blüte nach vorne, sie sind länglich bis leicht spatelförmig, die Enden sind stumpf und nach außen gebogen, die Länge beträgt 4–7 cm bei 1–1,5 cm Breite. Die seitlichen Petalen gleichen den Sepalen, sie sind etwas kleiner und nicht so dick. Auf ihrer Außenseite zeichnet sich die Mittelrippe als erhabener Kiel ab. Die Lippe wird 4–5 cm lang und 1,5–3 cm breit. Besonders im vorderen Bereich ist sie dunkler und klarer gelb als die übrigen Blütenblätter. An der Basis ist sie für ein Stück mit der Säule verwachsen, auch weiter vorn sind die Seiten der Lippe nach oben geschlagen und umhüllen die Säule, die Spitze ist ausgebreitet oder nach unten umgeschlagen. Der vordere Rand der Lippe ist leicht gewellt. Längs der Lippe laufen mehrere Reihen warziger Papillen, die in der Mitte am längsten sind. Ob diese Papillen ein Futtergewebe darstellen oder nur zur Verstärkung der Schauwirkung dienen, ist bisher unklar. Mittig auf der Lippe sitzt ein nach hinten gerichtetes Haarbüschel. Die Säule wird 3–5 cm lang, nach vorne leicht keulenförmig verdickt, auf der Unterseite behaart. Die Kapselfrucht (umgangssprachlich „Vanilleschote“ genannt) wird 10–25 cm lang bei 0,8–1,5 cm Durchmesser, sie ist nicht gebogen. Bei der Reife springt sie entlang zweier Schlitze auf und setzt zahlreiche glänzende, dunkelbraune bis schwarze Samen frei.
Die Chromosomenzahl beträgt 2n = 25, 26, 28 oder 30-32.

## Schwache Giftigkeit
Die Frucht der Gewürzvanille ist bei ständigem Umgang schwach giftig. Sie kann hautreizend und allergen wirken.
Hauptwirkstoffe:
1–3 % Vanillin, Vanillinsäure, Vanillylalkohol, Protocatechualdehyd, Protocatechusäure. Das Vanillearoma beruht neben dem Vanillingehalt auf dem Vorkommen zahlreicher Begleitstoffe. Der Vanillingehalt kann bei hochwertiger Vanille höher liegen.
Pharmakologische Wirkung:
Bei Arbeitern, die mit dem Sortieren und Verpacken von Vanille beschäftigt sind, können Hautausschläge, Kopfschmerzen und Schlaflosigkeit auftreten. Allergische und irritative Kontaktdermatiden sind im Englischen unter der Bezeichnung „vanillism“ bekannt. Sie treten in der Regel berufsbedingt, d. h. bei jenen Personen auf, die Vanillefrüchte zu ernten und zu verpacken haben.
Der Genuss von vanillehaltigen Speisen (auch Vanille-Eis) führt bei Allergikern gelegentlich zu urtikariellen Erscheinungen und Gesichtsschwellungen. Die für die Vanille-Allergie verantwortlichen Kontaktallergene sind bis heute unbekannt. Allem Anschein nach sind weder Vanillin noch von diesem abgeleitete oder mit diesem nah verwandte Verbindungen wie zum Beispiel Vanillylalkohol, Ethylvanillin, Zimtsäure, Isoeugenol die Ursache.

## Ursprung und Verbreitung
Ursprung der Gewürzvanille sind Mexiko und Mittelamerika. Vor allem wegen des aromatischen Inhaltsstoffes Vanillin in den nach der Fermentation schwarzen Kapseln war sie schon bei den Ureinwohnern Mexikos, den Azteken, unter dem nahuatl-aztekischen Namen tlilxochitl (= schwarze Blume) als Gewürz bekannt. Die spanischen Eroberer brachten die Vanille nach Europa. Da sie nur in Mexiko wuchs, hatten die Spanier lange Zeit das Monopol auf Vanille. Heute wird sie in tropischen Gebieten rund um die Erde angebaut. Das größte Anbaugebiet ist heute Madagaskar.
Die Gewürzvanille wurde 1808 von Henry C. Andrews in Botanists' Repository, for New, and Rare Plants Band 8, Tafel 538 erstbeschrieben. Das Typus-Exemplar wurde nach England eingeführt durch den Marquis of Blandford und blühte in der Sammlung von Rt. Hon. Charles Greville.

## Vanilleanbau

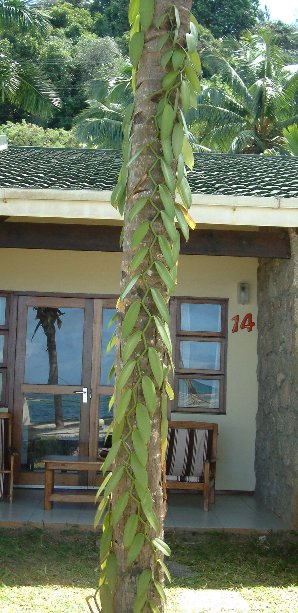
Die Vanillepflanze rankt sich oft im „Zick-Zack“-Muster an Baumstämmen hoch

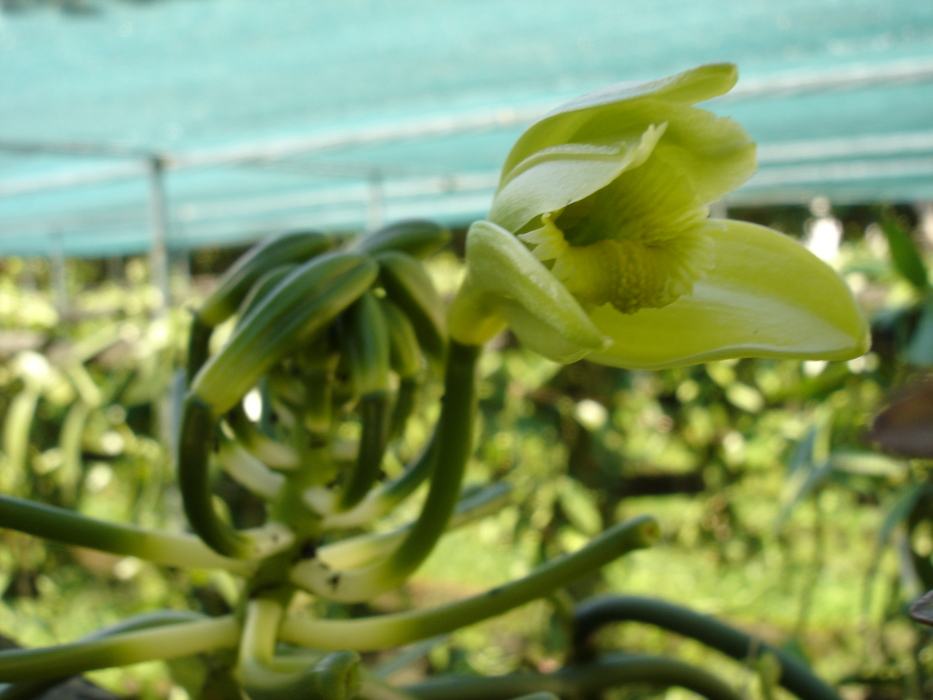
Die Blüte der Vanille wird auf Plantagen per Hand bestäubt

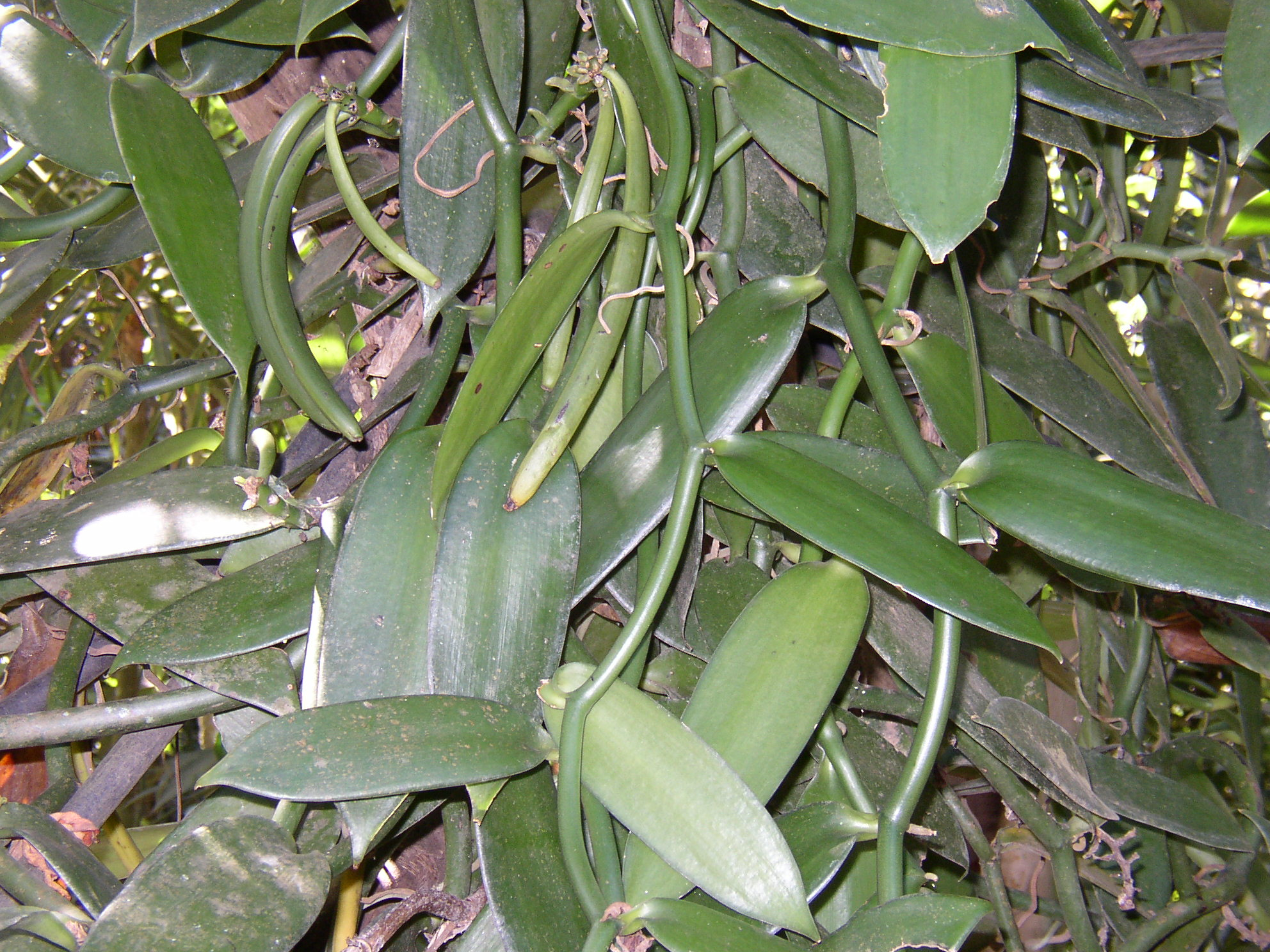
Zwischen den glattflächigen Blättern der Gewürzvanille (Vanilla planifolia) sind hier ihre grünen Früchte erkennbar

Der kommerzielle Anbau der Vanille erfolgt fast ausschließlich zur Gewinnung des Gewürzes Vanille, ihrer als Vanilleschote gehandelten fermentierten Kapselfrucht. 
Versuche, die Vanille außerhalb Mexikos anzupflanzen und zu züchten, scheiterten lange Zeit, da sie durch bestimmte, nur in Mexiko und Zentralamerika vorkommende Arten von Bienen der Gattung Melipona und Vertreter der Familie der Kolibris bestäubt wird. In anderen Ländern, wo diese natürlichen Pollenüberträger nicht vorkommen, muss der Mensch deren Funktion übernehmen.
Erst 1837 gelang es dem belgischen Botaniker Charles Morren, den Fortpflanzungsmechanismus der Vanille aufzuklären und deren Blüte im Gewächshaus künstlich zu bestäuben. Im Jahr 1841 entdeckte der zwölfjährige Plantagensklave Edmond Albius auf Réunion ein manuelles Verfahren der Bestäubung, das einfacher durchzuführen ist. Bei dieser noch heute angewandten, arbeitsaufwändigen künstlichen Bestäubung mithilfe eines Holzstäbchens oder Halms schafft ein geübter Arbeiter am Tag etwa 1000 bis 1500 Blüten. Da sich hiermit auch der Anteil produzierter Vanilleschoten erhöhen lässt, wird in Plantagen immer händisch bestäubt.
Die Insel Madagaskar liefert bis zu 80 % der Menge weltweit gehandelter Planifolia-Vanille. Bis zu 2000 Tonnen Schoten der Gewürzvanille werden hier pro Jahr geerntet. Auch die Ernte und die Verarbeitung sind aufwendig. Die Früchte müssen blanchiert werden, wochenlang in der Sonne trocknen und anschließend in Kisten ausreifen, damit sie ihr typisches Aroma entwickeln.
Die Bourbon-Vanille hat ihren Namen vom langjährigen Hauptlieferanten von Vanille, der Insel Réunion im Indischen Ozean, die bis zur Französischen Revolution und danach wieder von 1810 bis zur Februarrevolution 1848 Île Bourbon hieß. Heute sind die Hauptanbaugebiete Madagaskar (der Norden Madagaskars liefert über 50 % der Weltproduktion), die Komoren und an dritter Stelle Réunion; Mexiko liefert nur noch etwa 10 % der Vanilleproduktion. Weitere Anbaugebiete sind Mauritius, Indonesien (Java), die Seychellen, Tahiti und Sansibar. Die Anteile an der Weltproduktion schwanken klimabedingt teilweise stark (Zyklone in Madagaskar) sowie aufgrund von Qualitäts- und Preisunterschieden.
Zu den weltgrößten Abnehmern zählen Coca-Cola und Pepsi-Cola, die jeweils etwa 40 Tonnen abnehmen.

## Preisentwicklung
Der Marktpreis von Vanille unterliegt seit Jahrzehnten starken Schwankungen. Er stieg drastisch Ende der 70er Jahre infolge eines Taifuns. Mitte der 80er Jahre löste sich das seit 1930 bestehende Kartell auf, das die Vanillepreise und -verteilung steuerte. Der Marktpreis sank auf etwa 20 US-Dollar pro Kilogramm. Der Taifun Hudah verwüstete im Jahr 2000 die Anbaugebiete. Im Zusammenhang mit politischen Instabilitäten stieg der Vanillepreis bis zum Jahre 2004 stark an, um dann 2005 erneut auf etwa 40 US-Dollar pro Kilogramm und darunter zu sinken.
Nach zehn Jahren niedriger Preise kam es seit 2015 zu einem erst langsamen, sich 2016/17 stark beschleunigendem Preisanstieg. In der Spitze wurden bis zu 1000 US-Dollar pro Kilogramm gezahlt. Danach sanken die Preise wieder etwas.